# Estación Antofagasta
Antofagasta (también denominada como Estación Valdivia o Estación Nueva) era una estación de ferrocarril ubicada en la ciudad homónima, perteneciente a la Región de Antofagasta en Chile. Fue la estación terminal para los servicios de pasajeros del Ferrocarril de Antofagasta a Bolivia y el Ferrocarril Antofagasta-Salta, así como también recibía los servicios de pasajeros de la Red Norte de la Empresa de los Ferrocarriles del Estado.

## Historia
La antigua estación de ferrocarriles, inaugurada en 1892 y que se encontraba cercana al puerto de Antofagasta, se encontraba altamente congestionada debido al alto tráfico —especialmente de carga— y generaba problemas en el entorno céntrico de la ciudad, ante lo cual la Antofagasta (Chili) and Bolivia Railway Co. Ltd. propuso en abril de 1913 la construcción de una nueva terminal de pasajeros. Al año siguiente comenzaron las gestiones para diseñar los planos y escoger los materiales que serían utilizado en la nueva estación: inicialmente se había propuesto que la construcción fuera de madera, sin embargo posteriormente fue reemplazado por hormigón con terracota vidriada.
La ubicación definitiva de la nueva estación fue en la intersección de las calles Almirante Latorre y Eleuterio Ramírez con Pedro de Valdivia. Si bien el 17 de julio de 1914 fueron enviados desde Londres los planos definitivos para la construcción, el estallido de la Primera Guerra Mundial once días después hizo que el 27 de agosto se ordenara detener las obras y se decidió construir una estructura temporal de madera, la cual fue levantada entre 1915 y 1916.
El 5 de junio de 1916 la estación fue inaugurada oficialmente, y en sus dependencias recibía los servicios de pasajeros del FCAB y del ferrocarril Longitudinal Norte mediante un desvío desde la vía perteneciente a la Empresa de los Ferrocarriles del Estado desde la estación Baquedano.
La estación dejó de recibir los servicios de pasajeros del Longitudinal Norte en junio de 1975, y por parte del Ferrocarril de Antofagasta a Bolivia y el Ferrocarril Antofagasta-Salta los trenes de pasajeros dejaron de circular en 1980, luego que el grupo Luksic adquiriera la empresa ferroviaria el año anterior.
En julio de 2020 el Ferrocarril de Antofagasta a Bolivia anunció la restauración de la estación, así como la apertura a la comunidad del entorno de dicha estructura para desarrollar proyectos que involucren a los habitantes de la ciudad.